# Der Corpsstudent
Der Corpsstudent – Untertitel: Verbandszeitschrift des Kösener und des Weinheimer SC-Verbandes – war eine ab 1994 gemeinsam von  Kösener Senioren-Convents-Verband (KSCV), Verband Alter Corpsstudenten (VAC), Weinheimer Senioren-Convent (WSC) und Weinheimer Verband Alter Corpsstudenten (WVAC) herausgegebene Zeitschrift. 
Der Titel entstand aus der Fusion der bis dato geführten Publikationen Deutsche Corps-Zeitung (KSCV-Verbandszeitschrift) und Die Wachenburg (WSC-Verbandszeitschrift). Er widmete sich neben aktuellen Berichten aus den Verbänden auch historischen oder gesellschaftlichen Themen. Die letzte Ausgabe unter diesem Namen erschien 1999, ab 2000 wird der Titel unter dem Namen CORPS weitergeführt.

## Beilagen
Die Vierteljahresschrift enthielt in ihrem Erscheinungsverlauf verschiedene Beilagen:
- SC-Meldungen[2]
- CC-Meldungen und großer Corpsbestand des WSC[3]
- Wir gedenken in Ehrfurcht und Dankbarkeit der im WS ... und im SS ... verstorbenen Kösener Corpsstudenten[4]
- Wir gedenken in Ehrfurcht und Dankbarkeit der ... verstorbenen Weinheimer Corpsstudenten[5]